# Rostov-Don
El Rostov-Don es un club de balonmano femenino ruso de la ciudad de Rostov del Don.

## Palmarés
- Liga de Rusia de balonmano femenino (5): 1994, 2015, 2017, 2018, 2019
- Copa de Rusia (6): 2007, 2008, 2012, 2013, 2015, 2016
- Liga de la Unión Soviética (2): 1990, 1991
- Copa de la Unión Soviética (3): 1980, 1981, 1982
- Supercopa EHF (1): 1990

## Plantilla 2019-20
|  | Porteros - 1 Galina Mekhdieva - 21 Anna Sedoykina - 84 Mayssa Pessoa Extremos derechos - 6 Yulia Managarova - 15 Marina Sudakova Extremos izquierdos - 63 Kristina Kozhokar - 88 Polina Kuznetsova Pivotes - 7 Maya Petrova - 19 Ksenia Makeeva - 93 Julia Behnke | Laterales izquierdos - 8 Anna Sen - 10 Lois Abbingh - 17 Vladlena Bobrovnikova Centrales - 9 Ana Paula Belo - 23 Regina Kalinichenko - 51 Milana Tazhenova - 77 Irina Nikitina - 99 Viktoriya Borshchenko Laterales derechos - 13 Anna Viajireva - 18 Valeriia Maslova |